# Harpers Bizarre
Harpers Bizarre byla americká hudební skupina ze Santa Cruz v Kalifornii. Jejími členy byli Ted Templeman, Dick Scoppettone, Eddie James, Dick Yount a John Petersen; Jamese později nahradil Tom Sowell. Vznikla na základech skupiny The Tikis, která v letech 1965 a 1966 vydala dva singly. Pod novým názvem debutovali v roce 1967 coververzí písně „The 59th Street Bridge Song (Feelin' Groovy)“ od dua Simon & Garfunkel, v novém aranžmá od Leona Russella; producentem byl Lenny Waronker. Singl se dostal na třináctou příčku hitparády Billboard Hot 100. První album vydali v dubnu 1967 pod názvem Feelin' Groovy, kromě úspěšného singlu obsahovalo například písně od Van Dyke Parkse a Randyho Newmana. Album dosáhlo 108. pozice v hitparádě Billboard 200. Do roku 1969 skupina vydala další tři alba a záhy ukončila činnost. V roce 1976 došlo k obnovení bez Templemanovy účasti a vyšlo jedno poslední album. V roce 2021 vyšla první čtyři alba v boxsetu Come to the Sunshine.

## Diskografie

### Studiová alba
- Feelin' Groovy (1967)
- Anything Goes (1967)
- The Secret Life of Harpers Bizarre (1968)
- Harpers Bizarre 4 (1969)
- As Time Goes By (1976)

### Kompilace
- The Best of Harpers Bizarre (1974)
- Feelin' Groovy: The Best of Harpers Bizarre (1997)
- The Complete Singles Collection (1965–1970) (2016)
- Come to the Sunshine: The Complete Warner Brothers Recordings (2021)